# Kōhei Tanaka
Kōhei Tanaka (田中 公平?, Tanaka Kōhei; Osaka, 14 febbraio 1954) è un compositore giapponese, autore delle colonne sonore di molti famosi anime.

## Carriera
Tanaka ha studiato all'Università delle Arti di Tokyo con Tomojirō Ikenouchi ed altri professori. Dopo essersi laureato ha lavorato per tre anni alla Victor Entertainment, quindi ha studiato per due anni al Berkeley College of Music. Tornato in Giappone, ha iniziato la sua carriera di compositore.
Anche se all'inizio suonava in un albergo, gli fu richiesto di comporre una canzone per l'anime del 1982 Capitan Harlock - L'Arcadia della mia giovinezza, che divenne il suo primo lavoro come compositore. Successivamente, creò alcune delle canzoni per la serie Super Sentai e creò per la prima volta la colonna sonora Konpora Kid, un anime del 1985.
È diventato famoso e conosciuto fra i fan principalmente per la background music di Punta al Top! GunBuster.
Negli anni '90 ha lavorato al famoso franchise Gundam componendo le colonne sonore di Mobile Fighter G Gundam e Mobile Suit Gundam: The 08th MS Team.
Dal 1999 compone le background music dell'anime di gran successo One Piece.
Nel 2002 ha vinto il Premio Tokyo Anime per la miglior musica con Overman King Gainer.

## Lavori

### Anime
1985
- Konpora Kid - anime
- Yume no Hoshi no Button Nose - anime

1986
- Doteraman - anime

1987
- D'Artagnan e i moschettieri del re - anime
- Esper Mami - anime e film
- Dead Heat - OAV
- Kate e Julie - OAV
- Milly, un giorno dopo l'altro - anime (prima serie) e film

1988
- Punta al Top! Gunbuster - OAV e film del 2006
- Vampire Princess Miyu - OAV e anime del 1997
- Milly, un giorno dopo l'altro - anime (seconda serie)

1989
- Hiatari Ryōkō! - film
- Mado King Granzort - anime
- Chimpui - anime e film

1990
- Project A-ko: Grey Side/Blue Side
- Assemble Insert
- Yuusha Exkaiser - anime
- Kennosuke-sama - film
- Sengoku Busho Retsuden Bakufu Doji Hissatsuman - OAV

1991
- Otaku no Video - OAV
- Zettai Muteki Raijin-Oh - anime

1992
- Bastard!!
- Kouryu Densetsu Villgust - OAV
- Spirit of Wonder: Chaina-san no Yūutsu - OAV
- Licca-chan no Nichiyoubi - OAV

1993
- Dragon Half - OAV
- Yaiba - anime

1994
- Mobile Fighter G Gundam - anime

1996
- Il violinista di Hamelin - anime
- Mobile Suit Gundam: The 08th MS Team - OAV

1997
- Yūsha Ō GaoGaiGar
- Sakura Wars - OAV, anime del 2000 e film del 2001

1998
- Galaxy Express 999 ~Eternal Fantasy~ - film

1999
- Betterman - anime
- Dai-Guard - anime
- One Piece - anime

2000
- The King of Braves GaoGaiGar Final - OAV
- Gate Keepers - anime

2001
- Angelic Layer - anime
- Gundam Evolve - OAV

2002
- Asobotto Senki Goku - anime
- Overman King Gainer - anime
- Tenchi muyō! GXP - anime

2003
- Gad Guard - anime

2004
- Desert Punk - anime
- Diebuster - OAV
- Kaiketsu Zorori - anime

2005
- Animal yokochō - TV

2006
- Il guerriero alchemico - anime

2007
- Tamagotchi: The Movie - anime

2024
- Grendizer U - anime

### Videogiochi
- Alundra
- Alundra 2: A New Legend Begins
- Just Breed
- Legaia Densetsu
- Lennus Kodai Kikai no Kioku
- Sakura Wars
- Tengai Makyou Zero Zettai
- The Granstream Saga
- Gravity Rush
- Gravity Rush 2